# Puente de Sully
El puente de Sully (en francés: pont de Sully) es un puente parisino sobre el río Sena que une el IV Distrito con el V Distrito. En realidad se trata de dos puentes dado que en su recorrido la estructura se apoya en la isla de San Luis.
En 1999, quedó incluido dentro de la delimitación del ámbito de Riberas del Sena en París, bien declarado patrimonio de la Humanidad por la Unesco.

## Historia
En el siglo XIX los dos tramos del puente se llamaban Pasarela Damiette (margen derecha) y Pasarela de Constantine (margen izquierda). Ambas construidas por Surville. La primera fue destruida durante la Revolución de 1848, mientras que la otra se derrumbaría a causa de la corrosión de los cables que la sostenían en 1872.
Estos hechos supusieron la construcción del actual puente que se inauguró el 25 de agosto de 1877 bajo el mandato del barón Haussmann. Su nombre honra a Maximilien de Béthune, Duque de Sully y Ministro de Enrique IV. Fue construido por los ingenieros Paul Vaudrey y Gustave Brosselin quienes dieron a la obra un ángulo de unos 45 grados con relación a la rivera, lo que permite divisar la propia île Saint-Louis y la Catedral Notre-Dame.

## Estructura
La parte sur del puente está constituida por tres arcos de hierro fundido (de 46m, 49 m y 46 m) mientras que la parte norte, más pequeña, tiene un arco central de 42 metros también de hierro fundido y dos arcos laterales (ambos de 15 m), hechos en mampostería. Esto da una longitud total al puente de 256 metros. La anchura es de 20 metros, 12 corresponden a la calzada y 8 a las aceras.